# Ходжу, Петрика
Петрика Ходжу (рум. Petrică Hogiu; род. 16 июня 1991, Бистрица) — румынский лыжник, участник Олимпийских игр в Ванкувере. 

## Карьера
В Кубке мира Ходжу участвовал лишь в одной гонке 24 ноября 2012 года. В Балканском кубке дебютировал в марте 2007 года, в январе 2012 года одержал свою единственную победу на этапах Балканского кубка. Кроме победы на сегодняшний день имеет 12 попаданий в тройку лучших на этапах Балканского кубка. Лучшим результатом Ходжу в общем зачёте Балканского кубка является 2-е место в сезоне 2008/09.
На Олимпиаде-2010 в Ванкувере стартовал в трёх гонках: 15 км коньком — 57-е место, дуатлон 15+15 км — не финишировал, командный спринт — 17-е место.
За свою карьеру принимал участие в одном чемпионате мира, на чемпионате-2011 в Осло стартовал в трёх гонках, но смог финишировать лишь в одной, заняв 80-е место в спринте.
Использует лыжи производства фирмы Fischer.